# Hinton (Oklahoma)
Hinton és una ciutat dels Estats Units a l'estat d'Oklahoma. Segons el cens del 2000 tenia 2.175 habitants.

## Demografia
Segons el cens del 2000, Hinton tenia 2.175 habitants, 575 habitatges, i 412 famílies. La densitat de població era de 266,6 habitants per km².
Dels 575 habitatges en un 36,2% hi vivien nens de menys de 18 anys, en un 56,5% hi vivien parelles casades, en un 12% dones solteres, i en un 28,3% no eren unitats familiars. En el 26,3% dels habitatges hi vivien persones soles el 15,1% de les quals corresponia a persones de 65 anys o més que vivien soles. El nombre mitjà de persones vivint en cada habitatge era de 2,5 i el nombre mitjà de persones que vivien en cada família era de 3,01.
Per edats la població es repartia de la següent manera: un 18,9% tenia menys de 18 anys, un 11,6% entre 18 i 24, un 38,6% entre 25 i 44, un 18,8% de 45 a 60 i un 12,1% 65 anys o més.
L'edat mediana era de 35 anys. Per cada 100 dones de 18 o més anys hi havia 197 homes.
La renda mediana per habitatge era de 29.028 $ i la renda mediana per família de 33.239 $. Els homes tenien una renda mediana de 25.455 $ mentre que les dones 20.556 $. La renda per capita de la població era de 12.105 $. Entorn del 12,2% de les famílies i el 16,2% de la població estaven per davall del llindar de pobresa.

## Poblacions més properes
El següent diagrama mostra les poblacions més properes.